# Ringvaart des Haarlemmermeerpolders

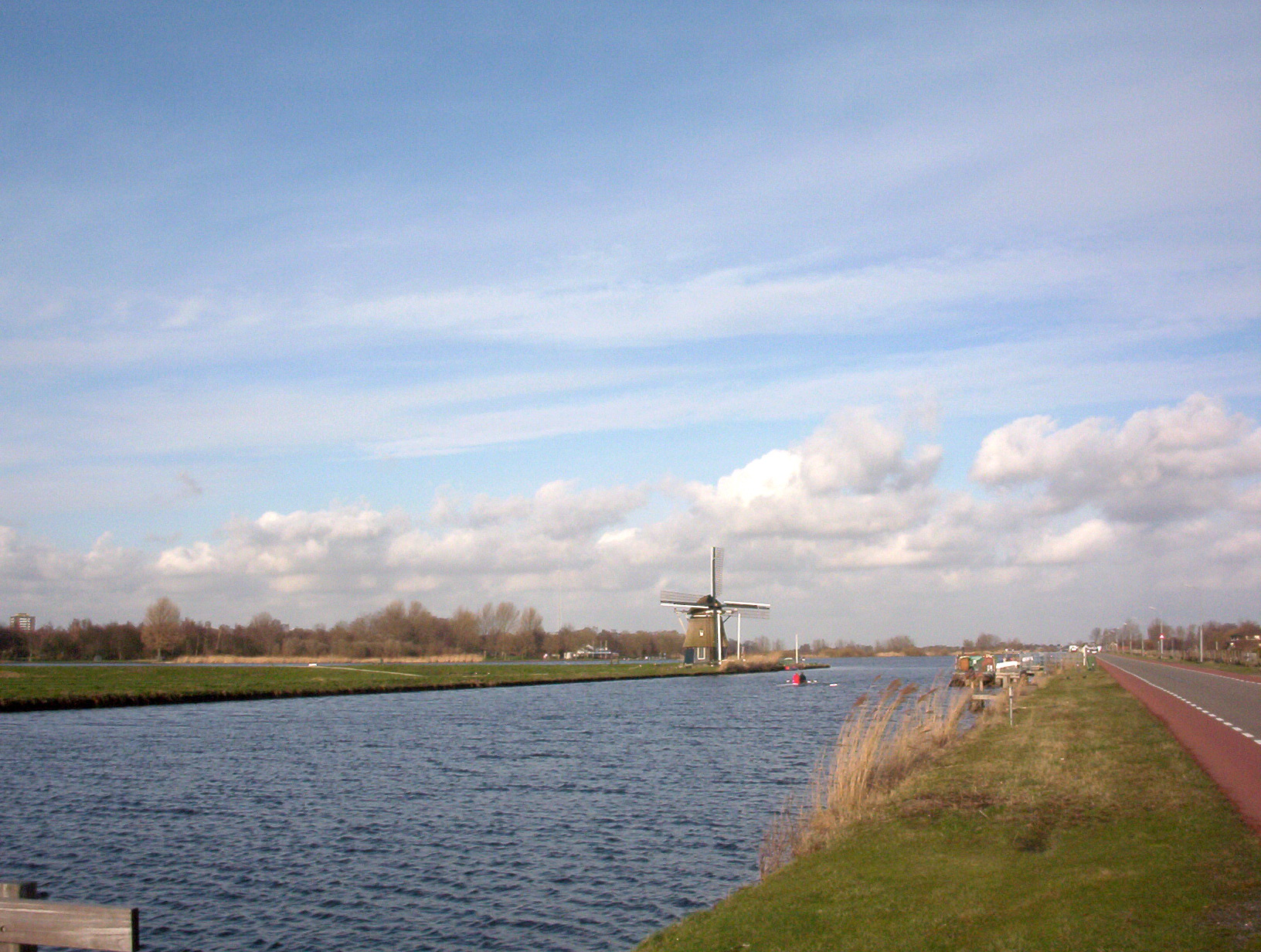
Blick auf die Ringvaart

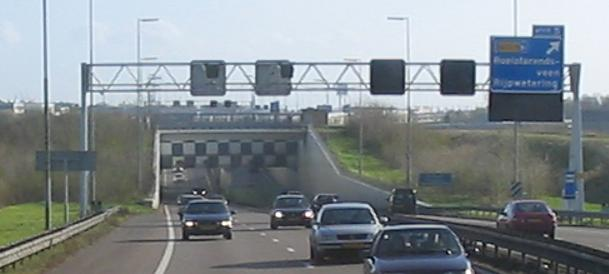
Aquädukt über die Autobahn A4

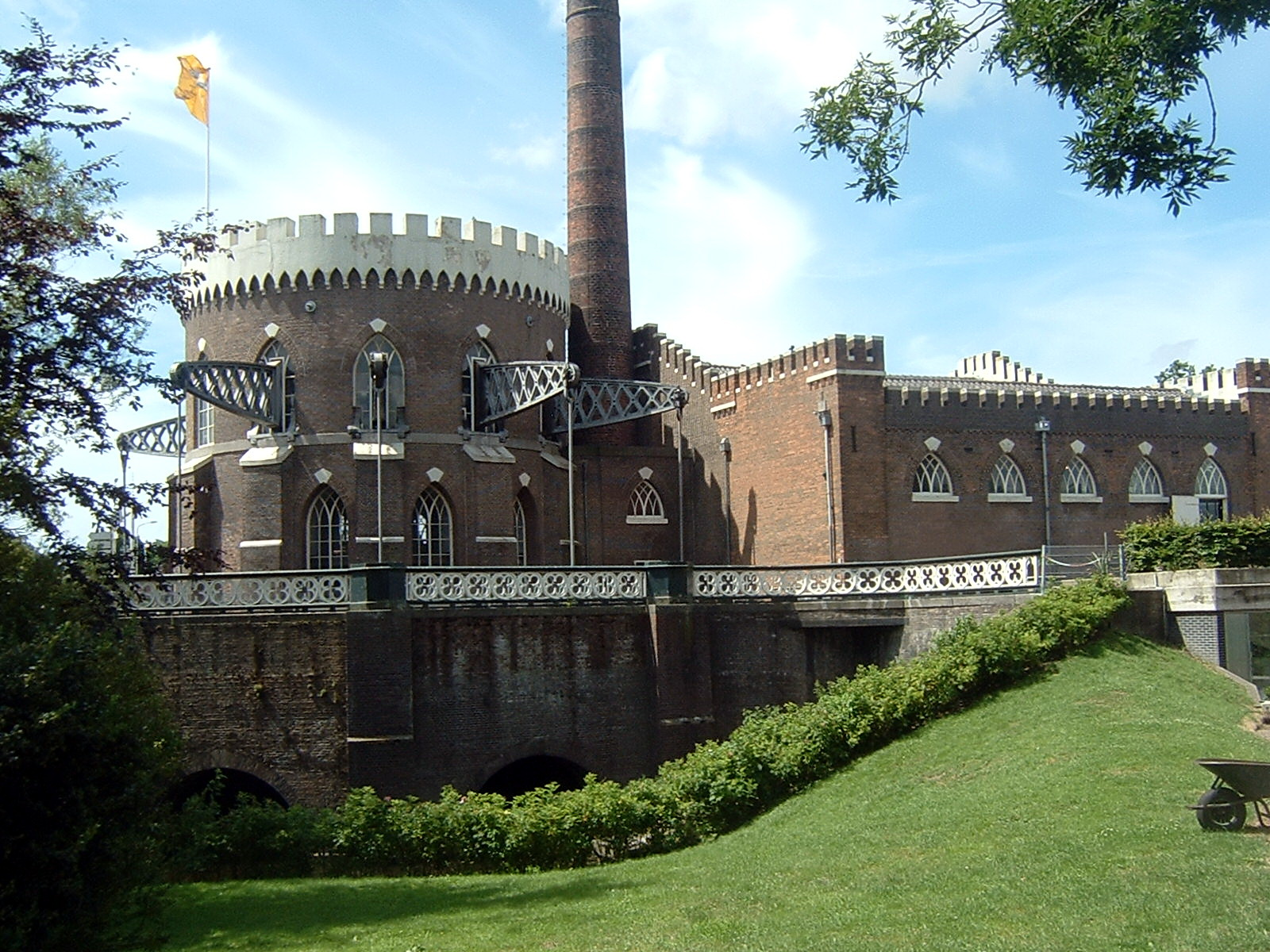
Pumpwerk De Cruquius an der Ringvaart

Die Ringvaart des Haarlemmermeerpolders (niederländisch Ringvaart van de Haarlemmermeerpolder) ist ein rund 60 Kilometer langer Kanal in Nordholland, der um den Haarlemmermeerpolder verläuft.

## Geschichte
Im Jahr 1839 begannen tausende Arbeiter, den Kanal rund um das Haarlemmermeer zu graben. Sie folgten so weit wie möglich der alten Küstenlinie. An drei Stellen, nämlich bei Vijfhuizen, Lisserbroeke und Huigsloot, wurden die Landzungen durchstochen. 1845 waren die Arbeiten beendet, und man konnte mit der Trockenlegung des Haarlemmermeers beginnen. Mit der ausgehobenen Erde wurde der Deich um die Ringvaart angelegt.
Die Ringvaart des Haarlemmermeerpolders gehört zu dem Wasserverband Hoogheemradschap Rijnland. Sie umfasst ein Gebiet von 180 Kilometer², das Fahrwasser ist 2,40 Meter tief. Zwischen dem Nieuwe Meer in Amsterdam und Leimuiden ist die Ringvaart ein Teil der Schifffahrtsverbindung zwischen Amsterdam über Gouda nach Rotterdam. Die Ringvaart wird von Frachtschiffen befahren und ist ein beliebtes Gewässer für die Freizeitschifffahrt. Außerdem ist sie ein beliebter Liegeplatz für Wohnboote.
Bei den Olympischen Sommerspielen 1928 war die Ringvaart Austragungsort der Wettbewerbe im Rudern.
In der Nähe von Roelofarendsveen wurde 2006 der Aquädukt von 1961 über die Autobahn A4 erneuert, daneben wurde ein weiterer Aquädukt für die Schnellbahntrasse Amsterdam-Rotterdam gebaut.
Rund um die Ringvaart liegen die Orte: Badhoevedorp, Lijnden, der Flughafen Schiphol, Aalsmeer, Rijsenhout, Lisserbroek, Cruquius, Vijfhuizen und Zwanenburg.

## Bauwerke
An der Ringvaart des Haarlemmermeerpolders befinden sich unter anderem die historischen Pumpwerke De Leeghwater, De Cruquius und De Lijnden, mit denen das Haarlemmermeer trockengelegt wurde. Die Ringvaart, das Pumpwerk, die Deiche, Aquädukte und Brücken wurden als Weltkulturerbe vorgeschlagen.